# Décillion
Un décillion est l'entier naturel qui vaut 1060 (1 000 000 000 000 000 000 000 000 000 000 000 000 000 000 000 000 000 000 000 000) ou 1 000 00010, soit mille nonilliards.
Mille décillions est égal à un décilliard (1063).
Un million de décillions est égal à un undécillion (1066).
Un décillion de décillions est égal à un vigintillion (10120).